# Moldavië op het Junior Eurovisiesongfestival 2013
Moldavië nam deel aan het Junior Eurovisiesongfestival 2013 in Kiev, Oekraïne. Het was de vierde deelname van het land op het Junior Eurovisiesongfestival. TRM was verantwoordelijk voor de Moldavische bijdrage voor de editie van 2013.

## Selectieprocedure
Op 20 oktober 2013 werd in de nationale finale bekend dat Rafael Bobeica het Oost-Europese land zou vertegenwoordigen op het elfde Junior Eurovisiesongfestival. Zijn lied was getiteld Cum să fim.

## Nationale finale
| Volgorde | Artiest            | Lied                         |
| -------- | ------------------ | ---------------------------- |
| 1        | Daria Boboc        | Lasă-mă, că eu am de învăţat |
| 2        | Rafael Bobeica     | Cum să fim                   |
| 3        | Rozalinda Buldumea | Bombonica                    |
| 4        | Andreea Braga      | Euromelody                   |

## In Kiev
Rafael Bobeica moest in Kiev als achtste optreden. Uiteindelijk strandde het land er op de elfde plaats, de voorlaatste plaats.